# 藤岡神社遺跡

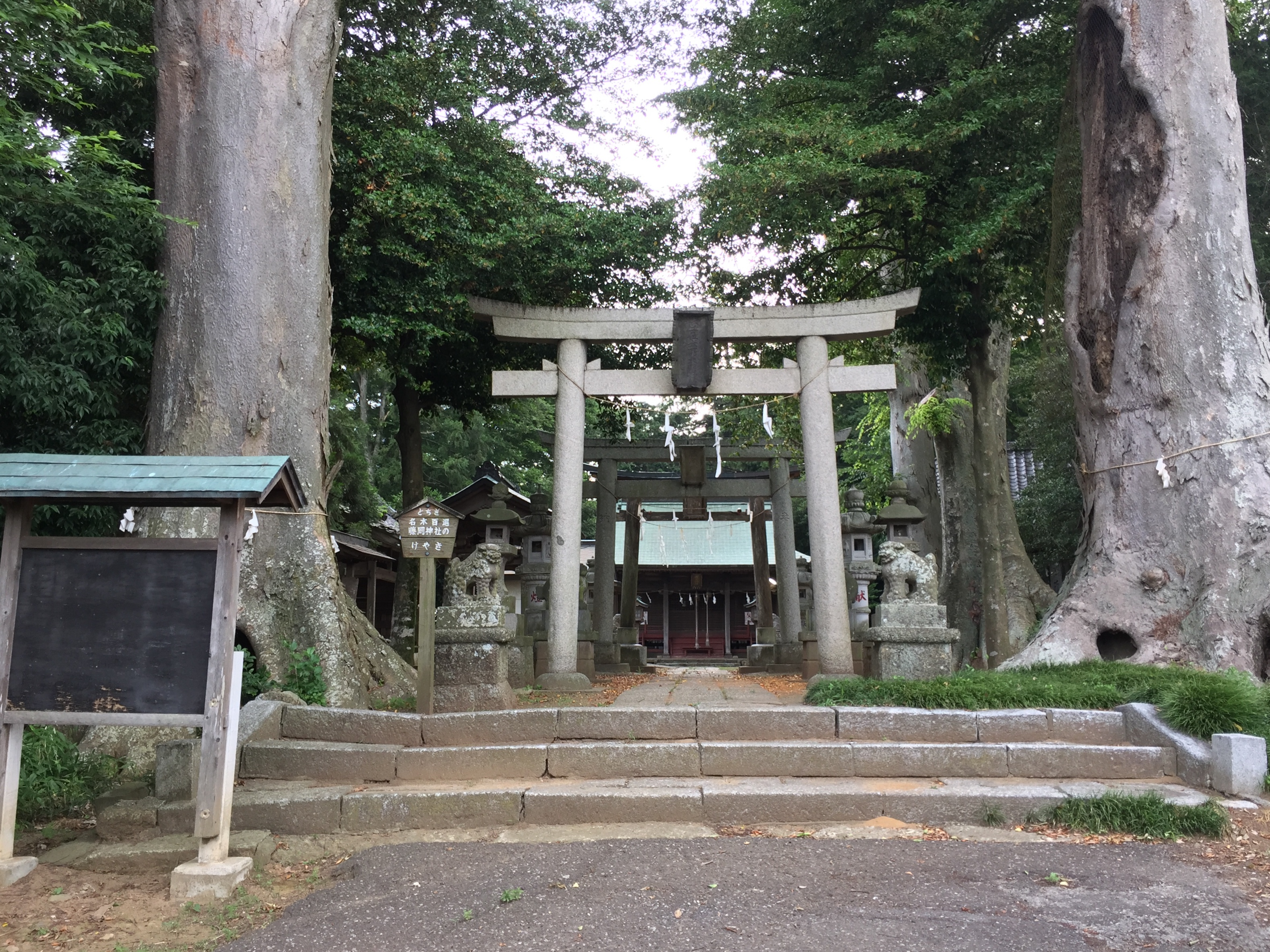
藤岡神社

藤岡神社遺跡（ふじおかじんじゃいせき）は、栃木県栃木市藤岡町藤岡にある縄文時代の集落跡である。旧:渡良瀬川左岸、現:渡良瀬川右岸、渡良瀬遊水池の西側に位置する。

## 概要

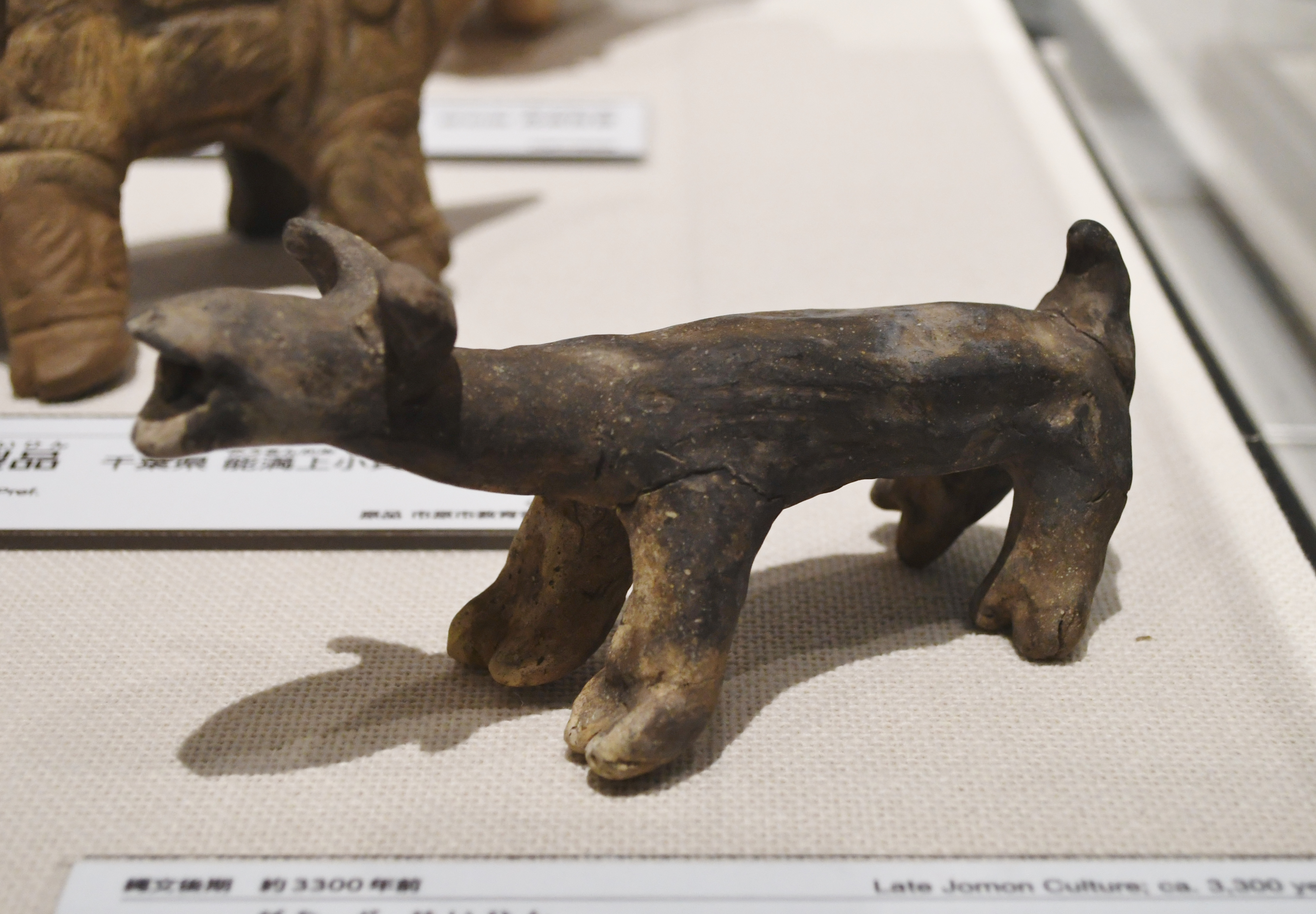
イヌ形土製品（複製）国立歴史民俗博物館展示。

藤岡神社遺跡は、藤岡神社を中心とした藤岡台地上に広がる縄文時代中期から後期にかけての遺跡である。
1991年（平成3年）度から1995年（平成7年）度にかけて栃木県大岩藤浄化センター建設のため発掘調査が行われた。その際、多くの遺物が出土した。特に、30体以上の人骨が発掘され、全身が見つかったものもあった。
また、土製品の出土が多く、耳飾りや土偶、ミニチュア土器、イヌ形土製品などが見つかっている。
出土品の一部は国の重要文化財に指定されており、栃木県立博物館で保管・展示されている。